# Mikel Arteta
Mikel Arteta Amatriain (ur. 26 marca 1982 w San Sebastián) – hiszpański trener i piłkarz, który występował na pozycji pomocnika. Od grudnia 2019 roku trener Arsenalu. 

## Kariera piłkarska
Dzięki swojemu olbrzymiemu potencjałowi, w wieku 15 lat przeszedł z amatorskiego klubu Antiguoko do FC Barcelony. Szybko z zespołu juniorów przedostał się na zaplecze kadry i stanowił trzon FC Barcelony B. Grał tam przez 3 lata, a łącznie z zespołami klubu FC Barcelona – 5 lat. Następnie przeszedł do Paris Saint-Germain na zasadzie wypożyczenia. Przez dwa lata gry rozegrał tam 31 meczów strzelając dwie bramki. Po wypożyczeniu nie było już dla Mikela miejsca w FC Barcelona. Przeszedł więc on do Rangers. Był to jeden z najlepszych okresów w jego karierze. Niechciany w Barcelonie w Glasgow strzelił dwanaście goli w pięćdziesięciu meczach. Wtedy jego umiejętności zauważył Real Sociedad, który poszukiwał pomocnika. W tym klubie rozegrał 15 meczów strzelając jednego gola. W 2005 roku ponownie przeniósł się na wyspy brytyjskie by zostać piłkarzem Evertonu. Dla tego klubu strzelił 28 goli w 174 meczach Premier League. 31 sierpnia 2011 został zakupiony za 10 milionów funtów przez Arsenal. Wraz z zakończeniem sezonu 2015/16 zakończył piłkarską karierę.

### Styl gry
Arteta początkowo zaczął grać jako numer 10 w młodzieżowym systemie Barcelony, a później został przeniesiony na pozycję defensywnego pomocnika, ponieważ uważano go za gracza na wzór Pepa Guardioli. Został oceniony jako szósty najskuteczniejszy zawodnik w Premier League w latach 2006-07 przez oficjalny system oceny zawodników Actim Index. Arteta wrócił do swojej pierwotnej, "głębszej" roli pomocnika w Arsenalu, w którym wyróżniał się jako rozgrywający swojego zespołu dzięki swojej technice, umiejętnościom, wizji, podawaniu, świadomości i inteligencji taktycznej. Jego łączne 12 ligowych asyst w sezonie 2006-07 oznaczało, że zajął pod tym względem trzecie miejsce za Cescem Fàbregasem i Cristiano Ronaldo. Ze 100 faulami popełnionymi przeciwko niemu w tym samym sezonie, był najbardziej faulowanym graczem w Premier League.

## Kariera trenerska

### Manchester City (asystent)
3 lipca 2016 roku został asystentem Pepa Guardioli w Manchesterze City. Odrzucił tym samym ofertę Arsène'a Wengera o prowadzeniu akademii swojego byłego klubu - Arsenalu oraz ofertę dołączenia do sztabu innej drużyny z północnego Londynu - Tottenhamu. Z Manchesterem City wygrał 2 razy Premier League, raz F.A. Cup (Puchar Anglii) i dwukrotnie Puchar Ligi Angielskiej.
Guardiola i Arteta po raz pierwszy spotkali się w akademii w Barcelonie, chociaż Guardiola był już w pierwszym zespole, będąc o 11 lat starszy od Artety. Od tego czasu obaj utrzymywali kontakt. Guardiola był przekonany, że Arteta – który był wówczas graczem Arsenalu – będzie dobrym trenerem, gdy zadzwoni do niego, aby uzyskać informacje o Chelsea, przed półfinałami Ligi Mistrzów 2012 przeciwko Barcelonie.
W 2015 roku, kiedy Guardiola opuszczał Bayern Monachium, Arteta, w ostatnim roku swojej kariery, ponownie nawiązał kontakt i postanowił współpracować. Arteta został menedżerem Man City w przegranym 2:1 Lidze Mistrzów z Lyonem 19 września 2018 r., z powodu zakazu gry na linii bocznej Guardioli. W 2018 roku Arteta został silnie powiązany z wakatem menedżera Arsenalu, po odejściu jego byłego menedżera Arsène Wengera, ale ostatecznie zatrudniono Unai Emery.

### Arsenal F.C.

#### 2019/2020
20 grudnia 2019 roku Arteta został ogłoszony trenerem Arsenalu. Umowa podpisana została do 2023 roku. Po mianowaniu stwierdził: "Chcę, aby ludzie brali odpowiedzialność za swoją pracę i chcę ludzi, którzy dostarczają pasji i energii w klubie piłkarskim. Każdy, kto się z tym nie zgadza, albo ma negatywny wpływ, albo cokolwiek innego, nie jest wystarczająco dobry dla tego środowiska i tej kultury".
26 grudnia rozegrał swój pierwszy mecz trenerski w meczu Premier League z A.F.C. Bournemouth, zakończony remisem 1-1. 1 stycznia 2020 wygrał swój pierwszy mecz trenerski 2:0, w domowym pojedynku z Manchesterem United.
18 lipca 2020 Arsenal pokonał Manchester City - poprzedniego pracodawcę Artety - 2:0 w półfinale Pucharu Anglii, a następnie w finale pokonali 2:1 Chelsea, wygrywając F.A. Cup po raz 14. Było to pierwsze trofeum Artety i po raz pierwszy od sezonu 1986-87 trener Arsenalu zdobył trofeum w swoim pierwszym sezonie pracy. Zmagania ligowe Arsenal zakończył na 8. miejscu, dzięki jednak wygranej w pucharze zakwalifikowali się do fazy grupowej Ligi Europy.

#### 2020/2021
29 sierpnia Arsenal pokonał Liverpool w meczu o Community Shield po rzutach karnych. Arteta 10 września został ogłoszony z głównego trenera do menadżera Arsenalu. W Pucharze Anglii tym razem Arsenal odpadł już w 4 rundzie z Southampton. W Lidze Europy odpadli w półfinale w dwumeczu 2-1 z Villarealem. W lidze zajęli dopiero 8. miejsce, które, wraz z niepowodzeniami w Pucharach, spowodowało, że Arsenal po raz pierwszy od 25 lat nie zagra w Europejskich pucharach..

## Kontrowersje

### Niesportowe zachowanie
W kwietniu 2010 roku, na 4 kolejki przed zakończeniem sezonu w angielskiej Premier League Mikel Arteta, będący wtedy piłkarzem Evertonu, wbił palec w oko pomocnika Blackburn Rovers, Mortena Gamsta Pedersena. Sędzia Andre Marriner nie widział dokładnie całej sytuacji i widząc nerwową reakcję Pedersena ukarał obu piłkarzy żółtymi kartkami. Po meczu Arteta przeprosił za swoje zachowanie i dodał, że w kilku ostatnich meczach z udziałem Pedersena Norweg złośliwie go faulował. Hiszpan nie został dodatkowo ukarany po meczu, gdyż zgodnie z przepisami obowiązującymi w angielskiej lidze jeżeli piłkarz w trakcie meczu zostanie ukarany kartką za faul Federacja nie ma prawa zaostrzyć kary.

## Kariera reprezentacyjna
Pomimo występów w młodzieżowych reprezentacjach Hiszpanii Arteta nigdy nie wystąpił w reprezentacji seniorskiej. Z uwagi na dobrą formę Hiszpana w barwach Evertonu wiele angielskich mediów zaczęło sugerować, że świetny technicznie pomocnik bardzo przydałby się w reprezentacji Anglii. Sam Hiszpan również wyraził zainteresowanie taką perspektywą. Temat ten wywoływał tak wiele kontrowersji, iż na temat gry Artety w reprezentacji wypowiedziała się w 2010 roku FIFA, jeszcze zanim sztab reprezentacji Anglii podjął jakiekolwiek formalne starania o powołanie Artety. W myśl stanowiska FIFA Hiszpan nigdy nie będzie uprawniony do gry w reprezentacji Anglii z uwagi na fakt, iż wziął udział wraz z reprezentacją Hiszpanii w juniorskim turnieju w 1999 roku. Zgodnie z przepisami FIFA jeżeli piłkarz wystąpi jako junior w reprezentacji swojego kraju, nie mając w tym momencie podwójnego obywatelstwa, nie może on wystąpić później w reprezentacji seniorskiej innego państwa.

## Sukcesy jako piłkarz

### Paris Saint-Germain
- Puchar Intertoto UEFA: 2001

### Rangers
- Mistrzostwo Szkocji: 2002/03
- Puchar Szkocji: 2002/03
- Puchar Ligi Szkockiej: 2002/03

### Arsenal
- Puchar Anglii: 2013/14, 2014/15
- Tarcza Wspólnoty: 2014, 2015

### Hiszpania
- Mistrzostwo Europy do lat 16: 1999
- Meridian Cup: 1999

### Indywidualne
- Młody Piłkarz Miesiąca Scottish Premier League: wrzesień 2002, sierpień 2003
- Najlepszy piłkarz Evertonu: 2005/06, 2006/07
- Najlepszy piłkarz Evertonu wg zawodników: 2005/06
- Pomocnik Roku wg Sky Sports: 2005/06
- Północno-zachodni Piłkarz Roku: 2006/07

## Sukcesy jako trener

### Arsenal
- Puchar Anglii: 2019/2020
- Tarcza Wspólnoty: 2020, 2023